# Lôpo do Couto
Lôpo do Couto (Ervedal, Portugal, 1588 — , 1642), foi um dos dois primeiros missionários jesuítas a desembarcar em São Luís, onde chegou em 26 de agosto de 1626, junto com o irmão António da Costa, oficial de carpintaria.
Em 1606, ingressou na Companhia de Jesus. Em 1609, veio para o Brasil. Aprendeu a língua brasílica nos aldeamentos jesuíticos na Bahia. Em novembro de 1640, uma expedição holandesa, comandada por Jan Cornelisz Lichthart e Hans Koin, tomou a Ilha de São Luís. Colonos portugueses e missionários jesuítas se estabeleceram em Tapuitapera.
Morreu no final de 1642, na mesma época na qual também morreu António da Costa.